# Pico del Papagayo
Pico del Papagayo (en portugués: Pico do Papagaio) es el punto culminante del Estado de Pernambuco, en el país suramericano de Brasil. Está situado a 1260 metros sobre el nivel del mar, localizado en la parte más silvestre de Pernambuco, más específicamente en el municipio de Triunfo. Desde el mirador es posible observar municipios vecinos a Triunfo, como Flores, y algunos municipios del estado de Paraíba.